# Serebro
"Serebro" (în rusă Серебро; în traducere: Argint) a fost o formație rusească de muzică pop și electronică, fondată de managerul și producătorul Maxim Fadeev. În prezent grupul nu este activ. Trupa a fost formată pe la sfârșitul anului 2006-începutul lui 2007, participând imediat la preselecția națională a Rusiei pentru Eurovision 2007 organizată de Pervîi Kanal. Atunci Serebro a câștigat preselecția și a fost aleasă să reprezinte Rusia la Eurovision 2007 cu piesa "Song #1". În finala concursului, la Helsinki, trupa s-a clasat pe locul 3 cu un total de 207 puncte.

## Istorie

### Formarea primei formule
După ce a participat la cel de-al doilea sezon al proiectului TV Factory of Stars, Elena Temnikova a început să lucreze cu producătorul Maxim Fadeev. În procesul de lucru, Temnikova a decis să formeze un grup de femei, format din trei persoane:
Timp de patru ani, Fadeev și cu mine am căutat o direcție proprie, un stil unic, iar acum un an am venit cu un proiect pe care Max l-a numit Serebro.
În 2005, a început căutarea a două viitoare soliste. Olga Seriabkina a lucrat ca și cântăreață de backing pentru Irakli, trupa lui Fadeev, unde a cunoscut-o pe Elena Temnikova. S-a legat o prietenie și Elena a invitat-o pe Olga să dea o audiție pentru grup. Maxim Fadeev a găsit-o pe cea de-a treia membră a trupei, Marina Lizorkina, pe internet. În 2006, trupa s-a format în sfârșit și a început repetițiile. Primul single urma să fie lansat în 2008, dar până atunci urma sa facă repetiții și să înregistreze piese.

### 2007: Eurovision

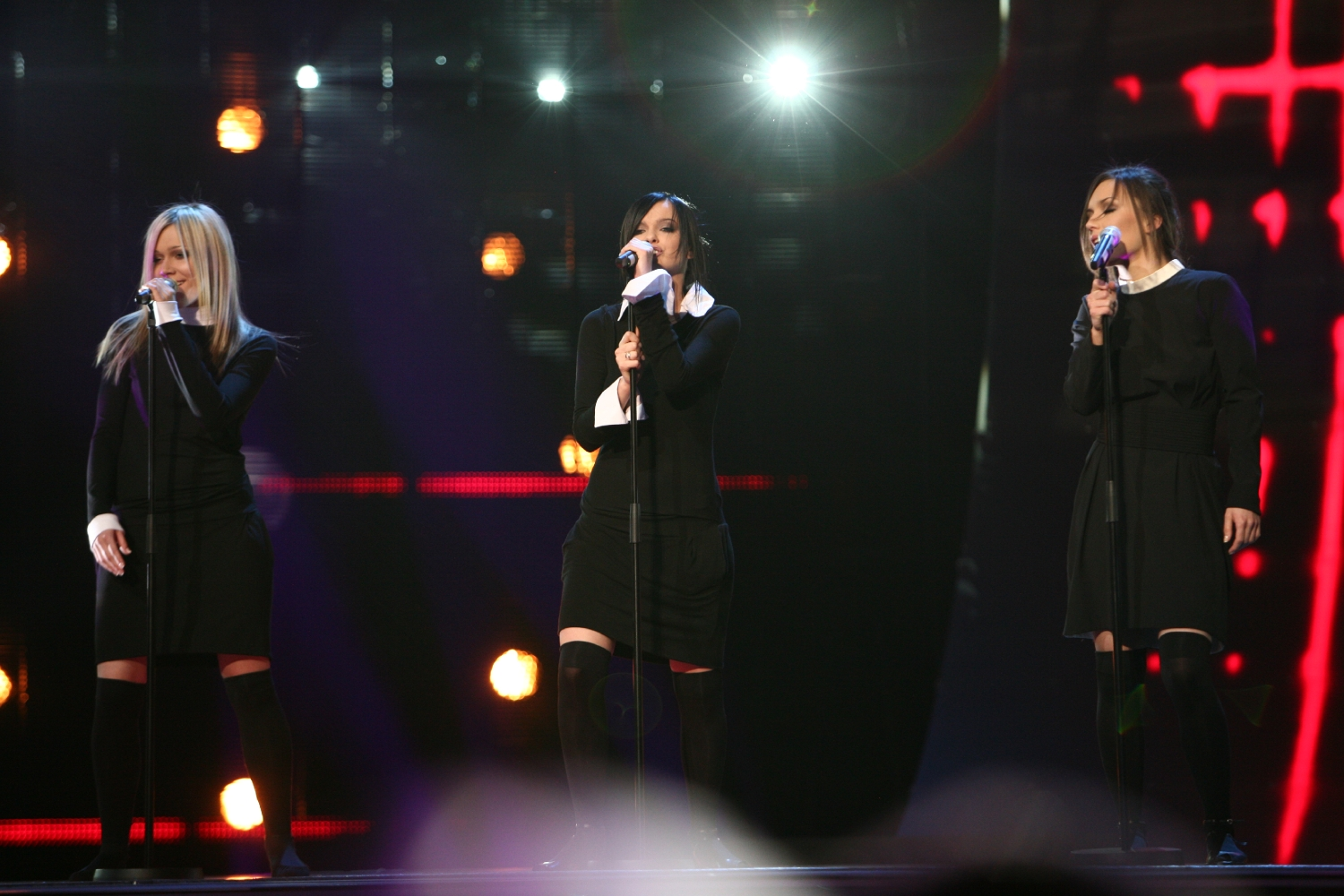
Serebro interpretând "Song #1" la Eurovision 2007 în Helsinki.

În 2007, unul dintre producătorii de la «Channel One» i-a cerut lui Maksim Fadeev să-i arate la ce lucra în acel moment. Fadeev i-a dat să asculte un demo al piesei Song #1. Câteva zile mai târziu, Fadeev a primit un telefon prin care i se spunea că vor să le vadă pe fete live, la selecția națională pentru concursul Eurovision 2007. Selecția a avut loc pe 10 martie, juriul a decis în unanimitate ca trupa necunoscută Serebro să meargă la Eurovision, iar versiunea de studio a cântecului a fost difuzată de Europa Plus pe 14 martie. Ulterior, a fost realizat un videoclip. 
La concursul Eurovision 2006, unde Dima Bilan s-a clasat pe locul al doilea, Serebro s-a calificat în finală fără semifinală. Finalul, care a avut loc pe 12 mai 2007 la Hartwall Arena din Helsinki, a fost prima apariție publică a trio-ului. Fetele au concurat sub numărul 15, iar în urma votului publicului au obținut 207 puncte și s-au clasat pe locul trei, pierzând în fața reprezentantei Serbiei, Maria Sherifovic, cu piesa "Molitva", și a reprezentantei Ucrainei, Verka Serdyuchka, cu piesa "Dancing Lasha Tumbai".

### 2007—2009: OpiumRoz
. 

## Discografie

### Albume de studio
| Titlu       | Informații                                                                        |
| ----------- | --------------------------------------------------------------------------------- |
| OpiumRoz    | - Lansat: 25 aprilie 2009 - Label: Monolit Records - Format: CD, download digital |
| Mama Lover  | - Lansat: 19 iunie 2012 - Label: Columbia Records - Format: CD, download digital  |
| Sila tryokh | - Lansat: 27 mai 2016 - Label: Monolith Records - Format: download digital        |

### Single-uri
de pe «OpiumRoz»
| Titlu             | Lansare           |
| ----------------- | ----------------- |
| «Song #1»         | 12 mai 2007       |
| «Dîși»            | 29 august 2007    |
| «Opium»           | 18 martie 2008    |
| «Skaji, ne molci» | 10 noiembrie 2008 |

de pe «Mama Lover»
| Titlu                                  | Lansare          |
| -------------------------------------- | ---------------- |
| «SLadko» (Like Mary Warner)            | 24 august 2009   |
| «Ne vremea» (Sexing U)                 | 19 aprilie 2010  |
| «Davai derjatsea za ruki» (Angel Kiss) | 4 noiembrie 2010 |
| «Mama Liuba» (Mama Lover)              | 5 august 2011    |
| «Mal'cik» (Gun)                        | 13 iunie 2012    |

Sila tryokh
| Titlu                    | Lansare            |
| ------------------------ | ------------------ |
| «Malo tebea»             | 14 mai 2013        |
| «Mi Mi Mi»               | 10 iunie 2013      |
| «Ugar» (feat. DJ M.E.G.) | 18 septembrie 2013 |
| «Ia tebea ne otdam»      | 20 ianuarie 2014   |

### Topuri
| An   | Titlu                                    | Poziții în topuri | Poziții în topuri | Poziții în topuri | Poziții în topuri | Poziții în topuri | Poziții în topuri | Poziții în topuri | Poziții în topuri | Poziții în topuri | Poziții în topuri | Poziții în topuri | Poziții în topuri | Poziții în topuri | Poziții în topuri | Poziții în topuri | Album       |
| An   | Titlu                                    | CSI Airplay       | RU Airplay        | UA                | RU Digital/2M     | CH                | LV                | SE                | ES                | ZH                | BEL (FL)          | IT                | UK                | DK                | MX                | EUR               | Album       |
| ---- | ---------------------------------------- | ----------------- | ----------------- | ----------------- | ----------------- | ----------------- | ----------------- | ----------------- | ----------------- | ----------------- | ----------------- | ----------------- | ----------------- | ----------------- | ----------------- | ----------------- | ----------- |
| 2007 | «Song #1»                                | 1                 | -                 | -                 | -                 | 68                | 16                | 35                | -                 | -                 | -                 | -                 | 97                | 72                | -                 | -                 | OpiumRoz    |
| 2007 | «Dîși»                                   | 2                 | -                 | 35                | -                 | -                 | 3                 | -                 | -                 | -                 | -                 | -                 | -                 | -                 | -                 | -                 | OpiumRoz    |
| 2008 | «Opium»                                  | 1                 | -                 | 4                 | -                 | -                 | 5                 | -                 | -                 | -                 | -                 | -                 | -                 | -                 | -                 | -                 | OpiumRoz    |
| 2008 | «Skaji, ne molci»                        | 1                 | -                 | 3                 | -                 | -                 | 2                 | -                 | -                 | -                 | -                 | -                 | -                 | -                 | -                 | -                 | OpiumRoz    |
| 2009 | «Like Mary Warner» / «Sladko»            | 1                 | -                 | 7                 | -                 | -                 | 5                 | -                 | -                 | -                 | -                 | -                 | -                 | -                 | -                 | -                 | Mama Lover  |
| 2010 | «Sexing You» / «Ne vremea»               | 6                 | -                 | 17                | -                 | -                 | 15                | -                 | -                 | -                 | -                 | -                 | -                 | -                 | -                 | -                 | Mama Lover  |
| 2010 | «Angel Kiss» / «Davai derjatsea za ruki» | 3                 | 5                 | 7                 | -                 | -                 | 7                 | -                 | -                 | -                 | -                 | -                 | -                 | -                 | -                 | -                 | Mama Lover  |
| 2011 | «Mama Lover» / «Mama Liuba»              | 8                 | 12                | 6                 | 1                 | -                 | 5                 | -                 | 25                | 58                | 6                 | 6                 | -                 | -                 | 19                | 125               | Mama Lover  |
| 2012 | «Gun» / «Mal'cik»                        | 124               | -                 | 44                | 10                | -                 | 17                | -                 | -                 | 67                | -                 | 23                | -                 | -                 | 47                | 23                | Mama Lover  |
| 2013 | «Malo tebea»                             | 5                 | 7                 | 2                 | 6                 | -                 | 33                | -                 | -                 | -                 | -                 | -                 | -                 | -                 | -                 | 60                | Sila tryokh |
| 2013 | «Mi Mi Mi»                               | -                 | -                 | -                 | -                 | -                 | -                 | -                 | -                 | -                 | 23                | 11                | -                 | -                 | 43                | 65                | Sila tryokh |
| 2013 | «Ugar»                                   | 144               | -                 | -                 | -                 | -                 | -                 | -                 | -                 | -                 | -                 | -                 | -                 | -                 | -                 | -                 | Sila tryokh |
| 2014 | «Ia tebea ne otdam»                      | 1                 | 1                 | 3                 | -                 | -                 | -                 | -                 | -                 | -                 | -                 | -                 | -                 | -                 | -                 | -                 | Sila tryokh |